# Epiplatymetra allidaria
Epiplatymetra allidaria là một loài bướm đêm trong họ Geometridae.